# 黒保根町水沼
黒保根町水沼（くろほねちょうみずぬま）は、群馬県桐生市の町名。郵便番号は376-0141。

## 地理
桐生市の西北部、黒保根町の東部に位置する。旧黒保根村水沼にあたり、黒保根町八木原・上田沢・下田沢・宿廻とともに桐生市第二十二区に属する。東北部はみどり市東町荻原に、東部はみどり市東町小夜戸に、東南部はみどり市大間々町浅原に、南部は黒保根町八木原に、西部は黒保根町下田沢に、北部は黒保根町上田沢にそれぞれ接する。桐生市黒保根支所（旧・黒保根村役場）や、わたらせ渓谷鐵道の水沼駅があり、黒保根町の中心地区となっている。国道122号沿線に雑貨店や飲食店が連なり、消防署・駐在所・郵便局・診療所・保育園・黒保根社会体育館などがある。

## 歴史
かつては民間初の洋式器械製糸所で、製糸技術の伝習所でもある水沼製糸所が設けられ、養蚕業で栄えた。銅山街道が通じており、足尾銅山から銅の積み出しが行われ賑わった。
元は勢多郡黒保根村の地区であったが、市町村合併により桐生市の一部となった。

## 世帯数と人口
2022年（令和4年）1月31日現在の世帯数と人口は以下の通りである。
| 町丁         | 世帯数  | 人口  |
| ------------ | ------- | ----- |
| 黒保根町水沼 | 116世帯 | 295人 |

## 小・中学校の学区
市立小・中学校に通う場合、学区は以下の通りとなる。
| 番地 | 義務教育学校       |
| ---- | ------------------ |
| 全域 | 桐生市立黒保根学園 |

## 交通

### 鉄道
- わたらせ渓谷鐵道 - 水沼駅

### バス
- 本宿 - 上田沢線
- 循環線

### 道路
- 国道122号
- 群馬県道257号根利八木原大間々線
- 群馬県道345号花輪水沼線

## 施設
- 桐生市役所黒保根支所
- 黒保根歴史民俗資料館
- 黒保根町保健センター
- 黒保根町交流促進センター
- 黒保根運動公園
- 水沼駅温泉センター
- 桐生市立黒保根学園
- 黒保根保育園
- 黒保根社会体育館
- 水沼診療所・水沼歯科診療所
- 桐生警察署水沼駐在所

## 社寺
- 常鑑寺
- 黒峯神社

## 避難所
- 黒保根中学校（洪水災害、土砂災害、地震、大規模火災、内水氾濫時の緊急避難場所及び指定避難所）[6]
- 黒保根小学校 （洪水災害、土砂災害、地震、大規模火災、内水氾濫時の緊急避難場所及び指定避難所）
- 黒保根町交流促進センター（洪水災害、土砂災害、地震、大規模火災、内水氾濫時の緊急避難場所及び指定避難所）
- 黒保根町保健センター（洪水災害、土砂災害、地震、大規模火災、内水氾濫時の緊急避難場所及び指定避難所）
- 黒保根保育園 （洪水災害、大規模火災、内水氾濫時の緊急避難場所）